# Савремена уметност
Под савременом уметношћу подразумевамо уметност коју стварају савременици и ону уметност коју перципирају савременици, и како не постоји чврсти оквир за савремено, тако не постоји правило за њену присутност и временску ограниченост. Слична значења у овом контексту имају и појам актуелне уметности и енглески појам contemporary art. Овај појам се употребљава да би се избегао израз модерна уметност. У свакодневном говору под појмом модерно, па и помодно подразумевамо оно што се тренутно већини људи може допасти, а што може да се замени изразом савремено. Ови изрази представљају оно што доноси време у којем живимо. Стручно, у контексту уметности и историје уметности израз модèрна спаја се са одређеном епохом у историји уметности, али без временског закључења. Посебно у појму постмодèрна више се не јавља значење примерено времену.
Под појмом савремене уметности и савремености не подразумева се неки одређени уметнички стил који би имао одређене карактеристике, трајање нити који се спаја са формом у уметности или пак одређеним техникама. Савремена уметност може бити сликарство које се одомаћило у последњим годинама или деценијама, али под тим појмом можемо подразумевати и видео уметност, концептуалну уметност и уметност која се ствара уз помоћ рачунара. Савремена уметност није обележје само неког уметничког дела већ и тешко разграничивог културног и економског система у уметничкој производњи који су оријентисани на предузетништво и уметничко тржиште. Многи музеји и уметничке галерије данас представљају уметничка изложбена места за савремену уметност. Што се тиче појмова савремене и актуелне уметности, актуелно не значи дело које је настало јуче — оно мора да има данашњи значај.

## Опсег
Неки дефинишу савремену уметност као стваралаштво настало у оквиру „нашег живота“, увиђајући да се животи и животни век разликују. Међутим, постоји спознаја да ова генеричка дефиниција подлеже специјализованим ограничењима.
Класификација „савремене уметности” као посебне врсте уметности, а не опште описне фразе, сеже до почетака модернизма на енглеском говорном подручју. У Лондону, Друштво савремене уметности основали су 1910. критичар Роџер Фрај и други, као приватно друштво за куповину уметничких дела за постављање у јавне музеје. Бројне друге институције које користе овај термин основане су 1930-их, као што је у 1938. години Друштво савремене уметности Аделејда, Аустралија, и све већи број након 1945. Многи, попут Института за савремену уметност, у Бостону су у овом периоду променили своје називе из оних који користе „модерну уметност“, пошто је модернизам постао дефинисан као историјски уметнички покрет, а много „модерне“ уметности је престало да буде „савремено“. Дефиниција онога што је савремено природно је увек у покрету, усидрено у садашњости са датумом почетка који се креће унапред, и дела која је Друштво за савремену уметност купило 1910. више се не могу описати као савремена.
Посебне тачке које се виде као обележавање промене у уметничким стиловима укључују крај Другог светског рата и 1960-е. Можда је од 1960-их постојао недостатак природних преломних тачака, а дефиниције онога што чини „савремену уметност” 2010-их варирају и углавном су непрецизне. Уметност из последњих 20 година ће врло вероватно бити укључена, а дефиниције често укључују уметност која сеже до отприлике 1970; „уметност касног 20. и раног 21. века“; „и израстање и одбацивање модерне уметности“; „Строго говорећи, термин „савремена уметност“ односи се на уметност коју стварају и производе уметници који живе данас“; „Уметност из 1960-их или [19]70-их до овог тренутка“; а понекад и даље, посебно у музејским контекстима, јер музеји који формирају сталну колекцију савремене уметности неизбежно се суочавају са застаревањем. Многи користе формулацију „Модерна и савремена уметност“, која избегава овај проблем. Мање комерцијалне галерије, часописи и други извори могу користити строже дефиниције, можда ограничавајући „савремено“ да се односи на од 2000. године надаље. Уметници који су и даље продуктивни након дуге каријере и текућих уметничких покрета, могу представљати посебно питање; галерије и критичари често нерадо деле њихов рад на савремено и несавремено.
Социолог Натали Хајних прави разлику између модерне и савремене уметности, описујући их као две различите парадигме које се делимично историјски преклапају. Она је открила да док „модерна уметност” доводи у питање конвенције репрезентације, „савремена уметност” доводи у питање сам појам уметничког дела. Она сматра Дишанову фонтану (која је настала 1910-их у јеку тријумфа модерне уметности) као полазну тачку савремене уметности, која је добила замах након Другог светског рата Гутајевим представама, монохромима Ива Клајна и Раушенберговим Избрисаним де Кунинговим цртежом.

## Нека од кретања у историји савремене уметности

### Шездесете године двадесетог века
- Апстрактни експресионизам
- уметност и језик
- Концептуална уметност
- Флуксус
- Хепенинг
- Кобра 1948.
- Лирска апстракција
- Минимализам
- Неодадаизам
- Оп уметност(Оптичка уметност)
- Рачунарска уметност
- Перформанс уметност
- Поп арт
- Постминимализам
- Вашингтонска колор школа

### Седамдесете године двадесетог века
- Уметност повера
- Боди арт
- Уметничке књиге
- Феминистичка уметност
- Ленд-арт
- Уметничка инсталација
- Фотореализам
- Постминимализам
- Видео уметност

### Осамдесете године двадесетог века
- Демо-сцена
- Електронска уметност
- Жива уметност
- Мејл-арт
- Постмодернизам
- Неоконцептуална уметност
- Уметност видео-инсталација

### Деведесете године двадесетог века
- Уметност информација
- Интернет уметност
- Млади британски уметници

### Прва деценија двадесет првог века
- Плурализам
- Софтверска уметност
- Звучна уметност
- Улична уметност
- Уметност видео игара